# تیم ملی هندبال آلمان
تیم ملی هندبال آلمان یک تیم هندبال است که تحت نظارت فدراسیون هندبال آلمان می‌باشد و نماینده آلمان در مسابقات بین‌المللی است. این تیم تاکنون یک بار قهرمان المپیک، سه بار قهرمان جهان و یک بار قهرمان اروپا شده‌است.

## نتایج در مسابقات بین‌المللی
در سال‌های پیش از جنگ جهانی دوم، آلمان در دو مسابقه جهانی هندبال (بازی‌های المپیک ۱۹۳۶ و قهرمانی جهان ۱۹۳۸) به مقام قهرمانی دست یافت و به عنوان نخستین تیمی که در مسابقات قهرمانی جهان و بازی‌های المپیک قهرمان شده، معرفی شد. پس از جنگ جهانی و تقسیم آلمان به دو بخش شرقی و غربی، اقتدار این تیم در مسابقات جهانی از بین رفت. به گونه‌ای که بین سال‌های ۱۹۵۴ و ۱۹۷۴ در هفت دوره مسابقات قهرمانی جهان، آلمان موفق به کسب عنوان قهرمانی نشد. (البته در این مدت، چند عنوان نایب قهرمانی و سومی به دست آورد.) تا این که در سال ۱۹۷۸، آلمان (با عنوان آلمان غربی) به نخستین قهرمانی پس از جنگ جهانی دست یافت. پس از سال ۱۹۷۸ تا سال ۲۰۰۳، تنها عنوان تیم ملی هندبال آلمان، مدال نقره بازی‌های المپیک ۱۹۸۴ بود.
میانه دهه ۲۰۰۰ میلادی، دوره اوج دوباره تیم ملی هندبال آلمان بود. در این دوره، این تیم توانست یک مقام قهرمانی (۲۰۰۷) و یک نایب قهرمانی (۲۰۰۳) در مسابقات قهرمانی جهان و یک نایب قهرمانی (۲۰۰۴) در بازی‌های المپیک کسب کند.
هم‌چنین در سال ۲۰۱۶، این تیم مدال برنز المپیک ریو را به دست آورد.

## خلاصه نتایج
قهرمان      نایب قهرمان      مکان سوم      مکان چهارم

### بازی‌های المپیک
| بازی                       | مرحله         | رتبه       | بازی       | برد        | تساوی      | باخت       | گل زده     | گل خورده   | تفاضل      |
| -------------------------- | ------------- | ---------- | ---------- | ---------- | ---------- | ---------- | ---------- | ---------- | ---------- |
| برلین ۱۹۳۶                 | قهرمان        |            | ۵          | ۵          | ۰          | ۰          | ۹۶         | ۱۹         | ۷۷+        |
| از ۱۹۴۰ تا ۱۹۶۸ برگزار نشد |               |            |            |            |            |            |            |            |            |
| مونیخ ۱۹۷۲                 | مرحله دوم     | ۶          | ۶          | ۲          | ۱          | ۳          | ۸۲         | ۸۹         | ۷–         |
| مونترال ۱۹۷۶               | نیمه‌نهایی     | ۴          | ۶          | ۴          | ۰          | ۲          | ۱۱۵        | ۹۷         | ۱۸+        |
| مسکو ۱۹۸۰                  | انتخاب نشد    | انتخاب نشد | انتخاب نشد | انتخاب نشد | انتخاب نشد | انتخاب نشد | انتخاب نشد | انتخاب نشد | انتخاب نشد |
| لوس‌آنجلس ۱۹۸۴              | نایب قهرمان   |            | ۶          | ۵          | ۰          | ۱          | ۱۳۱        | ۱۱۳        | ۱۸+        |
| سئول ۱۹۸۸                  | انتخاب نشد    | انتخاب نشد | انتخاب نشد | انتخاب نشد | انتخاب نشد | انتخاب نشد | انتخاب نشد | انتخاب نشد | انتخاب نشد |
| بارسلونا ۱۹۹۲              | مرحله مقدماتی | ۱۰         | ۶          | ۱          | ۱          | ۴          | ۱۱۶        | ۱۲۳        | ۷–         |
| آتلانتا ۱۹۹۶               | مرحله مقدماتی | ۷          | ۶          | ۴          | ۰          | ۲          | ۱۴۴        | ۱۲۸        | ۱۶+        |
| سیدنی ۲۰۰۰                 | مرحله حذفی    | ۵          | ۸          | ۵          | ۱          | ۲          | ۲۰۳        | ۱۸۰        | ۲۳+        |
| آتن ۲۰۰۴                   | نایب قهرمان   |            | ۸          | ۵          | ۰          | ۳          | ۲۱۶        | ۱۸۱        | ۳۵+        |
| پکن ۲۰۰۸                   | مرحله مقدماتی | ۹          | ۵          | ۲          | ۱          | ۲          | ۱۲۶        | ۱۳۰        | ۴–         |
| لندن ۲۰۱۲                  | انتخاب نشد    | انتخاب نشد | انتخاب نشد | انتخاب نشد | انتخاب نشد | انتخاب نشد | انتخاب نشد | انتخاب نشد | انتخاب نشد |
| ریو دو ژانیرو ۲۰۱۶         | نیمه نهایی    |            | ۸          | ۶          | ۰          | ۲          | ۲۴۶        | ۲۱۷        | ۲۹+        |
| مجموع                      | ۱۰/۱۳         | ۱ قهرمانی  | ۶۴         | ۳۹         | ۴          | ۲۱         | ۱٬۴۷۵      | ۱٬۲۷۷      | ۱۹۸+       |

منبع: 

### قهرمانی جهان
| سال             | مرحله         | رتبه       | بازی       | برد        | تساوی*     | باخت       | گل زده     | گل خورده   |
| --------------- | ------------- | ---------- | ---------- | ---------- | ---------- | ---------- | ---------- | ---------- |
| آلمان ۱۹۳۸      | قهرمان        |            | ۳          | ۳          | ۰          | ۰          | ۲۳         | ۹          |
| سوئد ۱۹۵۴       | نایب قهرمان   |            | ۴          | ۳          | ۰          | ۱          | ۶۱         | ۳۰         |
| آلمان شرقی ۱۹۵۸ | نیمه‌نهایی     |            | ۴          | ۳          | ۰          | ۱          | ۱۴۹        | ۷۰         |
| آلمان غربی ۱۹۶۱ | نیمه‌نهایی     | ۴          | ۶          | ۴          | ۰          | ۲          | ۱۰۷        | ۶۴         |
| چکسلواکی ۱۹۶۴   | نیمه‌نهایی     | ۴          | ۶          | ۳          | ۱          | ۲          | ۹۶         | ۸۶         |
| سوئد ۱۹۶۷       | یک‌چهارم نهایی | ۶          | ۵          | ۳          | ۰          | ۲          | ۱۵۸        | ۱۳۹        |
| فرانسه ۱۹۷۰     | یک‌چهارم نهایی | ۵          | ۶          | ۵          | ۰          | ۱          | ۸۸         | ۸۱         |
| آلمان شرقی ۱۹۷۴ | مرحله مقدماتی | ۹          | ۶          | ۴          | ۰          | ۲          | ۱۲۶        | ۱۰۰        |
| دانمارک ۱۹۷۸    | قهرمان        |            | ۶          | ۴          | ۲          | ۰          | ۱۰۵        | ۸۶         |
| آلمان غربی ۱۹۸۲ | مرحله دوم     | ۷          | ۷          | ۴          | ۱          | ۲          | ۱۲۸        | ۱۲۳        |
| سوئیس ۱۹۸۶      | مرحله دوم     | ۷          | ۷          | ۴          | ۰          | ۳          | ۱۳۴        | ۱۳۵        |
| چکسلواکی ۱۹۹۰   | انتخاب نشد    | انتخاب نشد | انتخاب نشد | انتخاب نشد | انتخاب نشد | انتخاب نشد | انتخاب نشد | انتخاب نشد |
| سوئد ۱۹۹۳       | مرحله دوم     | ۶          | ۷          | ۳          | ۲          | ۲          | ۱۵۴        | ۱۵۴        |
| ایسلند ۱۹۹۵     | نیمه‌نهایی     | ۴          | ۹          | ۷          | ۰          | ۲          | ۲۲۱        | ۱۸۴        |
| ژاپن ۱۹۹۷       | انتخاب نشد    | انتخاب نشد | انتخاب نشد | انتخاب نشد | انتخاب نشد | انتخاب نشد | انتخاب نشد | انتخاب نشد |
| مصر ۱۹۹۹        | یک‌چهارم نهایی | ۵          | ۹          | ۸          | ۰          | ۱          | ۲۴۴        | ۱۸۲        |
| فرانسه ۲۰۰۱     | یک‌چهارم نهایی | ۸          | ۸          | ۳          | ۱          | ۴          | ۲۳۳        | ۱۸۹        |
| پرتغال ۲۰۰۳     | نایب قهرمان   |            | ۹          | ۷          | ۱          | ۱          | ۳۰۶        | ۲۱۹        |
| تونس ۲۰۰۵       | مرحله دوم     | ۹          | ۹          | ۵          | ۱          | ۳          | ۳۲۳        | ۲۳۲        |
| آلمان ۲۰۰۷      | قهرمان        |            | ۱۰         | ۹          | ۰          | ۱          | ۳۰۴        | ۲۶۰        |
| کرواسی ۲۰۰۹     | مرحله دوم     | ۵          | ۸          | ۴          | ۲          | ۲          | ۲۳۲        | ۲۰۲        |
| سوئد ۲۰۱۱       | مرحله دوم     | ۱۱         | ۹          | ۵          | ۰          | ۴          | ۲۶۸        | ۲۴۶        |
| اسپانیا ۲۰۱۳    | یک‌چهارم نهایی | ۵          | ۷          | ۵          | ۰          | ۲          | ۲۰۰        | ۱۷۶        |
| قطر ۲۰۱۵        | یک‌چهارم نهایی | ۷          | ۹          | ۶          | ۱          | ۲          | ۲۵۰        | ۲۲۱        |
| فرانسه ۲۰۱۷     | یک‌هشتم نهایی  | ۹          | ۶          | ۵          | ۰          | ۱          | ۱۷۹        | ۱۲۸        |
| مجموع           | ۲۳/۲۵         | ۳ عنوان    | ۱۴۳        | ۹۸         | ۱۰*        | ۳۵         | ۳۵۸۹       | ۲۸۶۹       |

*بازی‌های که به ضربات پنالتی رسیده، به عنوان تساوی در نظر گرفته می‌شود.
- منبع: [۴]